# Oscar-díj a legjobb jelmeztervezésért
A legjobb jelmeztervezésért járó Oscar-díjat 1948 óta adja át az amerikai Filmművészeti és Filmtudományi Akadémia. Eredetileg különdíjat adtak a fekete-fehér és a színes filmeknek. Edith Headet 35-ször jelölték és nyolcszor el is nyerte a legjobb jelmeztervező díját. 1957-ben lecsökkentették a kategóriák számát 30-ról 24-re, a jelmeztervezői díjat is egyre korlátozták, 1959-től 1966-ig újra két kategória volt.

## 1940-es évek
- 1948 Fekete-fehér Roger K. Furse – Hamlet
  - Irene Lentz – B.F.'s Daughter
- 1948 Színes Dorothy Jeakins, Barbara Karinska – Szent Johanna
  - Edith Head, Gile Steele – The Emperor Waltz
- 1949 Fekete-fehér Edith Head, Gile Steele – Az örökösnő
  - Vittorio Nino Novarese – Prince of Foxes
- 1949 Színes Leah Rhodes, William Travilla, Marjorie Best – Don Juan kalandjai
  - Kay Nelson – Mother Is a Freshman

## 1950-es évek
- 1950 Fekete-fehér Edith Head, Charles LeMaire – Mindent Éváról
  - Jean Louis – Born Yesterday
  - Walter Plunkett – The Magnificent Yankee
- 1950 Színes Edith Head, Dorothy Jeakins, Elois Jenssen, Gile Steele, Gwen Wakeling – Samson és Delilah
  - Michael Whittaker – The Black Rose
  - Walter Plunkett, Arlington Valles – Az a Forsyte nő
- 1951 Fekete-fehér Edith Head – Egy hely a nap alatt
  - Walter Plunkett, Gile Steele – Kedves hölgy
  - Charles LeMaire, Renie Conley – The Model and the Marriage Broker
  - Edward Stevenson, Margaret Furse – The Mudlark
  - Lucinda Ballard – A vágy villamosa
- 1951 Színes Orry-Kelly, Walter Plunkett, Irene Sharaff – Egy amerikai Párizsban
  - Charles LeMaire, Edward Stevenson – David and Bathsheba
  - Helen Rose, Gile Steele – A nagy Caruso
  - Herschel McCoy – Quo vadis?
  - Hein Heckroth – Hoffmann meséi
- 1952 Fekete-fehér Helen Rose – A rossz és a szép
  - Jean Louis – Affair in Trinidad
  - Edith Head – Carrie
  - Charles LeMaire, Dorothy Jeakins – My Cousin Rachel
  - Sheila O'Brien – Hirtelen félelem
- 1952 Színes – Marcel Vertes – Moulin Rouge
  - Edith Head, Dorothy Jeakins, Miles White – A földkerekség legnagyobb showja
  - Antoni Clavé, Mary Wills, Barbara Karinska – Hans Christian Andersen
  - Helen Rose, Gile Steele – A vidám özvegy
  - Charles LeMaire – With a Song in My Heart
- 1953 Fekete-fehér Edith Head – Római vakáció
  - Walter Plunkett – The Actress
  - Helen Rose, Herschel McCoy – Álmaim asszonya
  - Jean Louis – Most és mindörökké
  - Charles LeMaire, Renie Conley – The President's Lady
- 1953 Színes Charles LeMaire, Emile Santiago – A palást
  - Mary Ann Nyberg – A zenevonat
  - Irene Sharaff – Call Me Madam
  - Charles Le Maire, William Travilla – Hogyan fogjunk milliomost?
  - Walter Plunkett – A fiatal Bess
- 1954 Fekete-fehér Edith Head – Sabrina
  - Georges Annenkov, Rosine Delamare – Madame de...
  - Helen Rose – Vezetői lakosztály
  - Christian Dior – Termini pályaudvar
  - Jean Louis – Csináld meg magadban
- 1954 Színes Sanzo Wada – Gate of Hell
  - Irene Sharaff – Brigadoon titka
  - Charles LeMaire, Rene Hubert – Desirée – Napóleon első szerelme
  - Jean Louis, Mary Ann Nyberg, Irene Sharaff – Csillag születik
  - Charles LeMaire, William Travilla, Miles White – Páratlan biznisz a színházi biznisz
- 1955 Fekete-fehér Helen Rose – Holnap sírni fogok
  - Beatrice Dawson – Pickwick Klub
  - Jean Louis – Queen Bee
  - Edith Head – Tetovált rózsa
  - Tadaoto Kainosho – Ugetsu története
- 1955 Színes Charles LeMaire – A szerelem nagyon ragyogó dolog
  - Irene Sharaff – Macsók és macák
  - Helen Rose – Félbeszakított dallam
  - Edith Head – Fogjunk tolvajt!
  - Charles LeMaire, Mary Wills – The Virgin Queen
- 1956 Fekete-fehér Jean Louis – The Solid Gold Cadillac
  - Kohei Ezaki – A hét szamuráj
  - Helen Rose – Az erő és a jutalom
  - Edith Head – The Proud and the Profane
  - Charles LeMaire, Mary Wills – Teenage Rebel
- 1956 Színes Irene Sharaff – Anna és a sziámi király
  - Miles White – 80 nap alatt a Föld körül
  - Moss Mabry, Marjorie Best – Óriás
  - Edith Head, Ralph Jester, John Jensen, Dorothy Jeakins, Arnold Friberg – Tízparancsolat
  - Marie de Matteis – Háború és béke

1957-től csak egy díjat adtak át.
- 1957 Orry–Kelly – A lányok
  - Charles LeMaire – Félévente randevú
  - Edith Head, Hubert de Givenchy – Mókás arc
  - Jean Louis, – Fickós Joey
  - Walter Plunkett – Esőerdő Megye
- 1958 Cecil Beaton – Gigi
  - Jean Louis – Boszorkányos szerelem
  - Ralph Jester, Edith Head, John Jensen – A kalóz
  - Charles LeMaire, Mary Wills – A Certain Smile
  - Walter Plunkett – Rohanva jöttek

1959-től ismét különdíjakat adtak.
- 1959 Fekete–fehér Orry–Kelly – Van, aki forrón szereti
  - Edith Head – Career
  - Charles LeMaire, Mary Wills – Anna Frank naplója
  - Helen Rose – A kilátó
  - Howard Shoup – The Young Philadelphians
- 1959 Színes Elizabeth Haffenden – Ben-Hur
  - Adele Palmer – The Best of Everything
  - Renie Conley – A nagy halász
  - Edith Head – Öt penny
  - Irene Sharaff – Porgy és Bess

## 1960-as évek
- 1960 Fekete–fehér Edith Head, Edward Stevenson – Az élet körülményei
  - Danny Vachlioti – Vasárnap soha
  - Howard Shoup – Gyémántláb tündöklése és bukása
  - Bill Thomas – Seven Thieves
  - Marik Vos – Szűzforrás
- 1960 Színes Arlington Valles – Spartacus
  - Irene Sharaff – Kánkán
  - Irene Lentz – Éjféli csipke
  - Edith Head – Pepe
  - Marjorie Best – Sunrise at Campobello
- 1961 Fekete–fehér Piero Gherardi – Az édes élet
  - Dorothy Jeakins – A gyerekek órája / Végzetes rágalom
  - Howard Shoup – Claudell Inglish
  - Jean Louis – Ítélet Nürnbergben
  - Yoshiro Muraki – A testőr
- 1961 Színes – Irene Sharaff – West Side Story
  - Bill Thomas – Irány Játékország
  - Jean Louis – Back Street
  - Irene Sharaff – Lótusz
  - Edith Head, Walter Plunkett – Egy maroknyi csoda
- 1962 Fekete–fehér Norma Koch – Mi történt Baby Jane–nel?
  - Don Feld – Míg tart a bor és friss a rózsa
  - Edith Head – Aki megölte Liberty Valance-t
  - Ruth Morley – A csodatevő
  - Denny Vachlioti – Phaedra
- 1962 Színes Mary Wills – Igaz mese a Grimm testvérekről
  - Bill Thomas – Bon Voyage!
  - Orry–Kelly – Gypsy
  - Dorothy Jeakins – A muzsikus
  - Edith Head – Az én kis gésám
- 1963 Fekete–fehér Piero Gherardi – 8½
  - Edith Head – Szerelem a megfelelő idegennel
  - William Travilla – The Stripper
  - Bill Thomas – Játékok a padlásszobában
  - Edith Head – Wives and Lovers
- 1963 Színes Irene Sharaff, Vittorio Nino Novarese, Renie Conley – Kleopátra
  - Donald Brooks – The Cardinal
  - Walter Plunkett – A vadnyugat hőskora
  - Piero Tosi – A párduc
  - Edith Head – A New Kind of Love
- 1964 Fekete–fehér Dorothy Jeakins – Az iguána éjszakája
  - Edith Head – A House Is Not a Home
  - Norma Koch – Csend, csend, édes Charlotte
  - Howard Shoup – Kisses for My President
  - René Hubert – Az öreg hölgy látogatása
- 1964 Színes Cecil Beaton – My Fair Lady
  - Margaret Furse – Becket
  - Tony Walton – Mary Poppins
  - Morton Haack – Az elsüllyeszthetetlen Molly Brown
  - Edith Head, Moss Mabry – Melyik úton járjak?
- 1965 Fekete–fehér Julie Harris – Darling
  - Moss Mabry – Morituri
  - Howard Shoup – A Rage to Live
  - Bill Thomas, Jean Louis – Bolondok hajója
  - Edith Head – Gyenge cérna
- 1965 Színes Phyllis Dalton – Doktor Zsivágó
  - Vittorio Nino Novarese – Agónia és extázis
  - Vittorio Nino Novarese, Marjorie Best – A világ legszebb története – A Biblia
  - Edith Head, Bill Thomas – Daisy Clover belülről
  - Dorothy Jeakins – A muzsika hangja
- 1966 Fekete–fehér Irene Sharaff – Nem félünk a farkastól
  - Danilo Donati – Máté evangéliuma
  - Danilo Donati – Mandragóra
  - Helen Rose – Mister Buddwing
  - Jocelyn Rickards – Morgan: A Suitable Case for Treatment
- 1966 Színes – Elizabeth Haffenden – Egy ember az örökkévalóságnak
  - Jean Louis – Gyalogáldozat
  - Dorothy Jeakins – Hawaii
  - Piero Gherardi – Júlia és a szellemek
  - Edith Head – The Oscar

1967-től csak egy díjat adnak.
- 1967 John Truscott – Camelot
  - Danilo Donati, Irene Sharaff – A makrancos hölgy
  - Jean Louis – Ízig-vérig modern Millie
  - Bill Thomas – A legboldogabb milliomos
  - Theadora Van Runkle – Bonnie és Clyde
- 1968 Danilo Donati – Rómeó és Júlia
  - Donald Brooks – Star!
  - Phyllis Dalton – Olivér
  - Margaret Furse – Az oroszlán télen
  - Morton Haack – A majmok bolygója
- 1969 Margaret Furse – Anna ezer napja
  - Ray Aghayan – Vidáman, Vidáman
  - Don Feld – A lovakat lelövik, ugye?
  - Edith Head – Édes Charity
  - Irene Sharaff – Hello, Dolly!

## 1970-es évek
- 1970 Vittorio Nino Novarese – Cromwell
  - Jack Bear, Donald Brooks – Lili drágám
  - Bill Thomas – A szigetek ura
  - Margaret Furse – Scrooge
  - Edith Head – Airport
- 1971 Yvonne Blake, Antonio Castillo – Cárok végnapjai
  - Margaret Furse – Mária, a skótok királynője
  - Morton Haack – What's the Matter with Helen?
  - Bill Thomas – Ágygömb és seprűnyél
  - Piero Tosi – Halál Velencében
- 1972 Anthony Powell – Utazások nagynénémmel
  - Ray Aghayan, Norma Koch, Bob Mackie – A Lady bluest énekel
  - Anna Hill Johnstone – A keresztapa
  - Anthony Mendleson – A fiatal Churchill
  - Paul Zastupnevich – A Poszeidon katasztrófa
- 1973 Edith Head – A nagy balhé
  - Don Feld – Tom Sawyer kalandjai
  - Dorothy Jeakins, Moss Mabry – Ilyenek voltunk
  - Piero Tosi – Ludwig
  - Marik Vos – Suttogások és sikolyok
- 1974 Theoni V. Aldredge – A nagy Gatsby
  - John Furness – Daisy Miller
  - Anthea Sylbert – Kínai negyed
  - Theadora Van Runkle – A keresztapa II.
  - Tony Walton – Gyilkosság az Orient expresszen
- 1975 Milena Canonero, Ulla–Britt Soderlund – Barry Lyndon
  - Ray Aghayan. Bob Mackie – Funny Lady
  - Yvonne Blake, Ron Talsky – A négy testőr, avagy a Milady bosszúja
  - Karin Erskine, Henny Noremark – A varázsfuvola
  - Edith Head – Aki király akart lenni
- 1976 Danilo Donati – Fellini-Casanova
  - Alan Barrett – A hétszázalékos megoldás
  - Anthony Mendleson – The Incredible Sarah
  - William Ware Theiss – Dicsőségre ítélve
  - Mary Wills – The Passover Plot
- 1977 John Mollo – Star Wars
  - Edith Head, Burton Miller – Airport '77
  - Florence Klotz – Egy kis éji zene
  - Irene Sharaff – The Other Side of Midnight
  - Anthea Sylbert – Júlia
- 1978 Anthony Powell – Halál a Níluson
  - Renie Conley – Karavánok
  - Patricia Norris – Mennyei napok
  - Tony Walton – A Wiz
  - Paul Zastupnevich – Rajzás
- 1979 Albert Wolsky – Mindhalálig zene
  - Ambra Danon, Piero Tosi – Őrült nők ketrece
  - Judy Moorcroft – Európaiak
  - Shirley Russell – Hová tűnt Agatha Christie?
  - William Ware Theiss – Butch és Sundance – A korai idők

## 1980-as évek
- 1980 Anthony Powell – Egy tiszta nő
  - Jean–Pierre Dorleac – Valahol, valamikor
  - Patricia Norris – Az elefántember
  - Anna Senior – Ragyogó karrierem
  - Paul Zastupnevich – Az idő szorításában
- 1981 Milena Canonero – Tűzszekerek
  - Anna Hill Johnstone – Ragtime'
  - Bob Mackie – Filléreső
  - Tom Rand – A francia hadnagy szeretője
  - Shirley Russell – Vörösök
- 1982 Bhánu Athaija, John Mollo, Madeline Jones, – Gandhi
  - Elois Jenssen, Rosanna Norton – Tron, avagy a számítógép lázadása
  - Patricia Norris – Viktor, Viktória
  - Piero Tosi – Traviata
  - Albert Wolsky – Sophie választása
- 1983 Marik Vos-Lundh – Fanny és Alexander
  - Santo Loquasto – Zelig
  - Anne–Marie Marchand – Martin Guerre visszatér
  - William Ware Theiss – Nő a volánnál
  - Joe I. Tompkins – Cross Creek
- 1984 Theodor Pistek – Amadeus
  - Jenny Beavan, John Bright– A bostoniak
  - Judy Moorcroft – Út Indiába
  - Patricia Norris – 2010 – A kapcsolat éve
  - Ann Roth – Hely a szívemben
- 1985 Emi Wada – Káosz
  - Milena Canonero – Távol Afrikától
  - Donfeld – A Prizzik becsülete
  - Aggie Guerard Rodgers – Bíborszín
  - Albert Wolsky – Natty Gann utazása
- 1986 Jenny Beavan, John Bright– Szoba kilátással
  - Anna Anni, Maurizio Millenotti – Otello
  - Anthony Powell – Kalózok
  - Enrico Sabbatini – A misszió
  - Theadora Van Runkle – Előre a múltba
- 1987 James Acheson – Az utolsó császár
  - Jenny Beavan, John Bright– Maurice
  - Dorothy Jeakins – A holtak
  - Bob Ringwood – A nap birodalma
  - Marilyn Vance–Straker – Aki legyőzte Al Caponét
- 1988 James Acheson – Veszedelmes viszonyok
  - Milena Canonero – Tucker, az autóbolond
  - Deborah Nadoolman – Amerikába jöttem
  - Patricia Norris – Naplemente
  - Jane Robinson – Egy marék por
- 1989 Phyllis Dalton – V. Henrik
  - Elizabeth McBride – Miss Daisy sofőrje
  - Gabriella Pescucci – Münchausen báró kalandjai
  - Theodor Pištěk – Valmont
  - Joe I. Tompkins – Harlemi éjszakák

## 1990-es évek
- 1990 Franca Squarciapino – Cyrano de Bergerac
  - Milena Canonero – Dick Tracy
  - Gloria Gresham – Avalon
  - Maurizio Millenotti – Hamlet
  - Elsa Zamparelli – Farkasokkal táncoló
- 1991 Albert Wolsky – Bugsy
  - Richard Hornung – Barton Fink
  - Corinne Jorry – Bovaryné
  - Anthony Powell – Hook
  - Ruth Myers – Addams Family – A galád család
- 1992 Isioka Eiko – Drakula
  - Jenny Beavan, John Bright– Szellem a házban
  - Ruth E. Carter – Malcolm X
  - Sheena Napier – Elvarázsolt április
  - Albert Wolsky – Játékszerek – Toys
- 1993 Gabriella Pescucci – Az ártatlanság kora
  - Jenny Beavan, John Bright– Napok romjai
  - Anna B. Sheppard – Schindler listája
  - Janet Patterson – Zongoralecke
  - Sandy Powell – Orlando
- 1994 Tim Chappel, Lizzy Gardiner – Priscilla, a sivatag királynőjének kalandjai
  - Colleen Atwood – Kisasszonyok
  - Moidele Bickel – Margó királyné
  - April Ferry – Maverick
  - Jeffrey Kurland – Lövések a Broadwayn
- 1995 James Acheson – Változások kora
  - Jenny Beavan, John Bright– Értelem és érzelem
  - Shuna Harwood – III. Richard
  - Charles Knode – A rettenthetetlen
  - Julie Weiss – 12 majom
- 1996 Ann Roth – Az angol beteg
  - Paul Brown – Angyalok és rovarok
  - Alexandra Byrne – Hamlet
  - Ruth Myers – Emma
  - Janet Patterson – Egy hölgy arcképe
- 1997 Deborah Lynn Scott – Titanic
  - Ruth E. Carter – Amistad
  - Dante Ferretti – Kundun
  - Janet Patterson – Játék és szenvedély
  - Sandy Powell – A galamb szárnyai
- 1998 Sandy Powell – Szerelmes Shakespeare
  - Colleen Atwood – Rabszolgalelkek
  - Alexandra Byrne – Elizabeth
  - Judianna Makovsky – Pleasantville
  - Sandy Powell – Bálványrock – Velvet Goldmine
- 1999 Lindy Hemming – Tingli-tangli
  - Colleen Atwood – Az Álmosvölgy legendája
  - Jenny Beavan – Anna és a király
  - Milena Canonero – Titusz
  - Gary Jones, Ann Roth – A tehetséges Mr. Ripley

## 2000-es évek
- 2000 Janty Yates – Gladiátor 
  - Anthony Powell – 102 kiskutya
  - Rita Ryack – A Grincs
  - Jacqueline West – Sade márki játékai
  - Tim Yip – Tigris és sárkány
- 2001 Catherine Martin és Angus Strathie – Moulin Rouge! 
  - Jenny Beavan – Gosford Park
  - Milena Canonero – A királyné nyakéke
  - Ngila Dickson és Richard Taylor – A Gyűrűk Ura: A gyűrű szövetsége
  - Judianna Makovsky – Harry Potter és a bölcsek köve
- 2002 Colleen Atwood – Chicago 
  - Julie Weiss – Frida
  - Sandy Powell – New York bandái
  - Ann Roth – Az órák
  - Anna B. Sheppard – A zongorista
- 2003 Ngila Dickson és Richard Taylor – A Gyűrűk Ura: A király visszatér 
  - Dien van Straalen – Leány gyöngy fülbevalóval
  - Ngila Dickson – Az utolsó szamuráj
  - Wendy Stites – Kapitány és katona: A világ túlsó oldalán
  - Judianna Makovsky – Vágta
- 2004 Sandy Powell – Aviátor 
  - Alexandra Byrne – Én, Pán Péter
  - Colleen Atwood – A balszerencse áradása
  - Sharen Davis – Ray
  - Bob Ringwood – Trója
- 2005 Colleen Atwood – Egy gésa emlékiratai
  - Gabriella Pescucci – Charlie és a csokigyár
  - Sandy Powell – Mrs. Henderson bemutatja
  - Jacqueline Durran – Büszkeség és balítélet
  - Arianne Phillips – A nyughatatlan
- 2006 Milena Canonero – Marie Antoinette
  - Chung Man Yee – Az aranyszirmok átka
  - Patricia Field – Az ördög Pradát visel
  - Sharen Davis – Dreamgirls
  - Consolata Boyle – A királynő
- 2007 Alexandra Byrne – Elizabeth: Az aranykor
  - Albert Wolsky – Across the Universe – Csak a szerelem kell
  - Jacqueline Durran – Vágy és vezeklés
  - Marit Allen – Piaf
  - Colleen Atwood – Sweeney Todd, a Fleet Street démoni borbélya
- 2008 Michael O'Conner – A hercegnő
  - Catherine Martin – Ausztrália
  - Jacqueline West – Benjamin Button különös élete
  - Danny Glicker – Milk
  - Albert Wolsky – A szabadság útjai
- 2009 Sandy Powell – Az ifjú Viktória királynő
  - Janet Patterson – Fényes csillag
  - Catherine Leterrier – Coco Chanel
  - Monique Prudhomme – Doctor Parnassus és a képzelet birodalma
  - Colleen Atwood – Kilenc

## 2010-es évek
- 2010: Colleen Atwood – Alice Csodaországban
  - Mary Zephron – A félszemű
  - Jenny Beavan – A király beszéde
  - Antonella Cannarozzi – Szerelmes lettem
  - Sandy Powell – The Tempest
- 2011: Mark Bridges – The Artist – A némafilmes
  - Lisy Christl – Anonymous
  - Sandy Powell – A leleményes Hugo
  - Michael O’Connor – Jane Eyre
  - Arianne Phillips – W.E.
- 2012: Jacqueline Durran – Anna Karenina 
  - Paco Delgado – A nyomorultak
  - Joanna Johnston – Lincoln
  - Isioka Eiko – Tükröm, tükröm
  - Colleen Atwood – Hófehér és a vadász
- 2013: Catherine Martin – A nagy Gatsby
  - Patricia Norris – 12 év rabszolgaság
  - Michael Wilkinson – Amerikai botrány
  - William Chang Suk Ping – A nagymester
  - Michael O’Connor – A titokzatos szerető
- 2014: Milena Canonero – A Grand Budapest Hotel
  - Mark Bridges – Beépített hiba
  - Colleen Atwood – Vadregény
  - Anna B. Sheppard – Demóna
  - Jacqueline Durran – Mr. Turner
- 2015: Jenny Beavan – Mad Max – A harag útja
  - Paco Delgado – A dán lány
  - Jacqueline West – A visszatérő
  - Sandy Powell – Carol
  - Sandy Powell – Hamupipőke
- 2016: Colleen Atwood – Legendás állatok és megfigyelésük
  - Joanna Johnston – Szövetségesek
  - Consolata Boyle – Florence – A tökéletlen hang 
  - Madeline Fontaine – Jackie
  - Mary Zophres – Kaliforniai álom
- 2017: Mark Bridges – Fantomszál
  - Jacqueline Durran – A legsötétebb óra
  - Jacqueline Durran – A szépség és a szörnyeteg
  - Luis Sequeira – A víz érintése
  - Consolata Boyle – Viktória királynő és Abdul
- 2018: Ruth E. Carter – Fekete Párduc
  - Mary Zophres – Buster Scruggs balladája
  - Sandy Powell – A kedvenc
  - Sandy Powell – Mary Poppins visszatér
  - Alexandra Byrne – Két királynő
- 2019: Jacqueline Durran – Kisasszonyok
  - Sandy Powell és Christopher Peterson – Az ír
  - Mayes C. Rubeo – Jojo Nyuszi
  - Mark Bridges – Joker
  - Arianne Phillips – Volt egyszer egy Hollywood

## 2020-es évek
- 2020: Ann Roth – Ma Rainey: A blues nagyasszonya 
  - Alexandra Byrne – Emma
  - Trish Summerville – Mank
  - Bina Daigeler – Mulan
  - Massimo Cantini Parrini – Pinocchio
- 2021: Jenny Beavan – Szörnyella
  - Massimo Cantini Parrini – Cyrano
  - Jacqueline West, Bob Morgan – Dűne
  - Luis Sequeira – Rémálmok sikátora
  - Paul Tazewell – West Side Story
- 2022: Ruth E. Carter – Fekete Párduc 2.
  - Mary Zophres – Babylon
  - Catherine Martin – Elvis
  - Shirley Kurata – Minden, mindenhol, mindenkor
  - Jenny Beavan – Mrs. Harris Párizsba megy
- 2023: Holly Waddington – Szegény párák
  - Jacqueline Durran – Barbie
  - Jacqueline West – Megfojtott virágok
  - Janty Yates and Dave Crossman – Napóleon
  - Ellen Mirojnick – Oppenheimer
- 2024: Paul Tazewell – Wicked
  - Janty Yates és Dave Crossman – Gladiátor II. (Gladiator II)
  - Lisy Christl – Konklávé (Conclave)
  - Linda Muir – Nosferatu
  - Arianne Phillips – Sehol se otthon (A Complete Unknown)